# Prima pratica
Con prima pratica ci si riferisce agli inizi della musica barocca con riferimento particolare allo stile di Palestrina, o allo stile codificato da Gioseffo Zarlino. Ciò in contrapposizione alla seconda pratica codificata da Claudio Monteverdi; prima pratica e seconda pratica sono sinonimi di, rispettivamente, stile antico e stile moderno. Il termine prima pratica venne usato per la prima volta nella disputa fra Giovanni Maria Artusi e Claudio Monteverdi sul nuovo stile musicale.
In un primo tempo, prima pratica si riferiva soltanto allo stile di approccio alle dissonanze. In  L'Artusi, overo Delle imperfettioni della moderna musica (1600), Artusi attaccò particolarmente Monteverdi, usando degli esempi sul suo madrigale  "Cruda Amarilli" per screditare il nuovo stile. Nella prosecuzione della critica, intitolata Seconda parte dell'Artusi (1603), scrisse sul nuovo stile delle dissonanze, riferendosi specificamente alla pratica di non preparare le dissonanze  (vedi contrappunto), e sulla risalita dopo una nota modificata con un bemolle o sulla discesa dopo una nota modificata con un diesis. 
Monteverdi rispose in una prefazione al suo V libro dei madrigali, e suo fratello Giulio Cesare Monteverdi rispose in Scherzi Musicali (1607), agli attacchi di Artusi, affermando che nella prima pratica i testi erano dominati dalla musica mentre nella seconda pratica erano proprio i testi a primeggiare sulla musica. Le vecchie regole del contrappunto avrebbero dovuto essere abbandonate per adeguarsi ad un migliore risalto dei testi. Secondo Giulio Cesare, questo concetto era un ritorno alla pratica musicale degli antichi greci.